# Трифилия
Трифилия (на старогръцки: Τριφυλία, Triphylia, „Страна на трите племена“) е името на древна местност на западния бряг на гръцкия полуостров Пелопонес в днешна Западна Гърция.  Според Полибий името идва от Трифил, син на Аркас.
Трифилия граничела на север с Елида, на изток с Аркадия, на юг с долината Авлон с Месения. На запад територията стигала до Кипарисия до Йонийско море.
Най-важните селища в Трифилия били Самикон, Лепреон, Хипана, Типанай, Пиргос, Епион, Болакс, Стилангион и Фрикса. Македонският цар Филип V (упр. 221–179 пр.н.е.) завладява Трифилия. Римляните присъединяват Трифилия към провинцията Ахая.
На 1 януари 2011 г. се образува общината Трифилия (Τριφυλία, Trifylia) от шест предишни общини и има площ от 626,019 км² и 27 373 жители.